# 千葉県道269号大鷲木更津線
千葉県道269号大鷲木更津線（ちばけんどう269ごう おおわしきさらづせん）は、千葉県君津市と木更津市を結ぶ一般県道。

## 概要

### 路線データ
- 起点：君津市大鷲 信号無交差点（千葉県道92号君津鴨川線接続）
- 終点：木更津市桜井 信号交差点（国道16号・国道127号接続）
- 総延長：10.471 km（君津土木事務所管内：10.471 km[1]）
- 重用延長：1.692 km（君津土木事務所管内：1.692 km）
- 実延長：8.779 km（君津土木事務所管内：8.779 km[1]）

## 歴史
- 2009年（平成21年）3月24日 - 木更津市真舟 - 上烏田にかけて新道開通。旧道は市道へ降格。

## 地理

### 通過する自治体
- 千葉県
  - 君津市 - 木更津市

### 交差する道路
- 千葉県道92号君津鴨川線（君津市大鷲）
- 国道16号・国道127号（木更津市桜井）

### 周辺
- 長善寺
- 八幡台ニュータウン
- 木更津羽鳥野BS（アクアライン高速バス）
- 羽鳥野団地
- 真舟団地
- 拓殖大学紅陵高等学校
- 志学館中等部・高等部